# Albert Nozaki
Albert „Al“ Ryuichi Nozaki (* 1. Januar 1912 in Tokio, Japan; † 16. November 2003 in Los Angeles, Kalifornien, Vereinigte Staaten) war ein US-amerikanischer Filmarchitekt, ein in den 1950er Jahren gefragter Spezialist für Science-Fiction-Stoffe.

## Leben und Wirken
Nozaki kam im Alter von drei Jahren in die USA und lebte fortan in Los Angeles. Zu Beginn der 30er Jahre studierte er an der University of Southern California und an der Universität von Illinois. Mit einem Bachelor of Arts in der Tasche, begann er 1934 seine filmische Laufbahn als Zeichner bei Paramount Pictures. Unmittelbar nach dem japanischen Angriff auf Pearl Harbor im Dezember 1941 verlor Nozaki seinen Job bei Paramount und wurde wenig später im Manzanar War Relocation Center interniert.
Nach dem Krieg konnte Nozaki nach Szenenbildern für 1947 uraufgeführte Kurzfilme regelmäßig als Filmarchitekt arbeiten. Seine berühmtesten Filmbauten entstanden für zwei Science-Fiction-Klassiker der Paramount, Der jüngste Tag und vor allem Kampf der Welten. Darüber hinaus stattete er aber auch diverse Komödien mit Bing Crosby, Bob Hope, Jerry Lewis und Dean Martin aus, seltener Thriller und Dramen. Al Nozaki war auch einer von mehreren Kreativen, der die Bauten und Ausstattung für Cecil B. DeMilles Bibel- und Monumentalfilmklassiker Die zehn Gebote auf die Beine stellten. Für diese Leistung erhielt er, gemeinsam mit seinen vier Kollegen, 1957 eine Oscar-Nominierung.
Nach einer einzigen Filmarchitektur in den 60er Jahren, erneut ein Science-Fiction-Film, zog sich Albert Nozaki ins Privatleben zurück.

## Filmografie
- 1947: Champagne for Two (Kurzfilm)
- 1947: Paris in the Spring (Kurzfilm)
- 1948: Spiel mit dem Tode (The Big Clock)
- 1948: Ritter Hank, der Schrecken der Tafelrunde (A Connecticut Yankee in King Arthur's Court)
- 1949: Der besiegte Geizhals (Sorrowful Jones)
- 1949: Blutige Diamanten (Rope of Sand)
- 1949: Bride of Vengeance
- 1950: Inspektor Goddard (Appointment with Danger)
- 1951: Der jüngste Tag (When Worlds Collide)
- 1952: Pony-Express (Pony Express)
- 1953: Houdini, der König des Variete (Houdini)
- 1953: Kampf der Welten (The War of the Worlds)
- 1954: Casanova’s Big Night (Casanova‘s Big Night)
- 1954: Der sympathische Hochstapler (Living It Up)
- 1956: Die zehn Gebote (The Ten Commandments)
- 1957: Gold aus heißer Kehle (Loving You)
- 1958: König der Freibeuter (The Buccaneer)
- 1959: Destination Space (Fernsehfilm)
- 1964: Notlandung im Weltraum (Robinson Crusoe on Mars)